# Reeves og Mortimer
Reeves og Mortimer (også kendt som Vic og Bob) er en britisk comedy duo udgjort af Vic Reeves (født 24. januar 1959; borgerligt navn: James Roderick Moir) og Bob Mortimer (født 23. maj 1959). De har skrevet og medvirket i adskillige underholdningsprogrammer på britisk tv siden 1990.